# Pokal Radivoja Korača
Pokal Radivoja Koraća je bilo vsakoletno evropsko klubsko košarkarsko tekmovanje Mednarodne košarkarske zveze (FIBA), ki je potekalo med letoma 1972 in 2002. Poimenovano je v spomin po legendarnem jugoslovanskem košarkarju Radivoju Koraću, ki se je smrtno ponesrečil v prometni nesreči leta 1969 pri Sarajevu.

## Zmagovalci
| Leto | Prvaki                                   | Podprvaki                            | Rezultat finala |
| ---- | ---------------------------------------- | ------------------------------------ | --------------- |
| 1972 | Lokomotiva Zagreb                        | OKK Beograd                          | 83-71 , 94-73   |
| 1973 | Pallacanestro Cantú (S.P.Birra Forst)    | BK Mechelen (Maes Pils)              | 106-75 , 94-85  |
| 1974 | Pallacanestro Cantú (S.P.Birra Forst)    | Partizan Beograd                     | 99-96 , 75-68   |
| 1975 | Pallacanestro Cantú (S.P.Birra Forst)    | FC Barcelona                         | 69-71 , 110-85  |
| 1976 | KK Split (Jugoplastika)                  | Chinamartini Torino                  | 97-84 , 82-82   |
| 1977 | KK Split (Jugoplastika)                  | Fortitudo (Alco) Bologna             | 87-84           |
| 1978 | Partizan Beograd                         | Bosna Sarajevo                       | 117-110         |
| 1979 | Partizan Beograd                         | Arrigoni Rieti                       | 108-98          |
| 1980 | Arrigoni Rieti                           | Cibona Zagreb                        | 76-71           |
| 1981 | Joventut Badalona                        | Pallacanestro Venezia (Carrera)      | 105-104         |
| 1982 | CSP Limoges                              | KK Šibenka                           | 90-84           |
| 1983 | CSP Limoges                              | KK Šibenka                           | 94-86           |
| 1984 | Élan Béarnais Pau-Orthez                 | KK Crvena zvezda                     | 97-73           |
| 1985 | Olimpia (Simac) Milan                    | Pallacanestro Varese (Ciao Crem)     | 91-78           |
| 1986 | Virtus (Banco di Roma) Roma              | Juventus (Mobilgirgi) Caserta        | 84-78 , 73-72   |
| 1987 | FC Barcelona                             | CSP Limoges                          | 106-85 , 97-86  |
| 1988 | Real Madrid                              | Cibona Zagreb                        | 102-89 , 93-94  |
| 1989 | Partizan Beograd                         | Pallacanestro Cantù (Wiwa Vismara)   | 76-89 , 101-82  |
| 1990 | Joventut Badalona                        | Victoria Libertas (Scavolini) Pesaro | 98-99 , 98-86   |
| 1991 | Pallacanestro Cantù (Shampoo Clear)      | Real Madrid                          | 73-71 , 95-93   |
| 1992 | Virtus (Messagero) Roma                  | Victoria Libertas (Scavolini) Pesaro | 94-94 , 99-86   |
| 1993 | Olimpia (Philips) Milano                 | Virtus (Messagero) Roma              | 95-90           |
| 1994 | PAOK Thessaloniki                        | Pallacanestro Trieste (Stefanel)     | 75-66 , 100-91  |
| 1995 | ALBA Berlin                              | Olimpia (Stefanel) Milano            | 87-87 , 85-79   |
| 1996 | Efes Pilsen SK                           | Olimpia (Stefanel) Milano            | 76-68 , 70-77   |
| 1997 | Aris Thessaloniki                        | Tofas Bursa                          | 66-77 , 88-70   |
| 1998 | Scaligera Basket (Riello Mash J.) Verona | KK Crvena zvezda                     | 68-74 , 73-64   |
| 1999 | FC Barcelona                             | Estudiantes (Adecco) Madrid          | 77-93 , 97-70   |
| 2000 | CSP Limoges                              | Baloncesto Malaga (Unicaja)          | 80-58 , 51-60   |
| 2001 | Baloncesto Malaga (Unicaja)              | Hemofarm Vršac                       | 77-47 , 71-69   |
| 2002 | SLUC Nancy                               | Lokomotiv Rostov-on-Don              | 98-72 , 74-95   |

## Zmagovalne postave

### 1971-72 Lokomotiva Zagreb (Jugoslavija)
Nikola Plećaš, Damir Rukavina, Vječeslav Kavedžija, Rajko Gospodnetić, Milivoj Omašić, Eduard Bočkaj, Ivica Valek, Dragan Kovačić, Petar Jelić, Ante Ercegović, Zdenko Grgić, Srećko Šute, Zvonko Avberšek (Trener: Marijan Catinelli)

### 1972-73 Forst Cantu (Italija)
Pierluigi Marzorati, Bob Lienhard, Carlo Recalcati, Antonio Farina, Mario Beretta, Fabrizio Della Fiori, Luciano Vendemini, Franco Meneghel, Renzo Tombolato, Giorgio Cattini, Danilo Zonta (Trener: Arnaldo Taurisano)

### 1973-74 Forst Cantu (Italija)
Pierluigi Marzorati, Bob Lienhard, Carlo Recalcati, Fabrizio Della Fiori, Antonio Farina, Franco Meneghel, Mario Beretta, Renzo Tombolato, Giorgio Cattini, Luciano Vendemini, Danilo Zonta (Trener: Arnaldo Taurisano)

### 1974-75 Forst Cantu (Italija)
Bob Lienhard, Pierluigi Marzorati, Fabrizio Della Fiori, Carlo Recalcati, Antonio Farina, Franco Meneghel, Mario Beretta, Renzo Tombolato, Giorgio Cattini, Silvano Cancian (Trener: Arnaldo Taurisano)

### 1975-76 Jugoplastika Split (Jugoslavija)
Željko Jerkov, Rato Tvrdić, Duje Krstulović, Mirko Grgin, Mlađan Tudor, Branko Macura, Ivo Bilanović, Ivica Skaric, Damir Šolman, Branislav Stamenković, Ivica Dukan, Mihajlo Manović, Drago Peterka, Slobodan Bjelajac (Trener: Petar Skansi)

### 1976-77 Jugoplastika Split (Jugoslavija)
Željko Jerkov, Rato Tvrdić, Damir Šolman, Duje Krstulović, Mlađan Tudor, Mirko Grgin, Mihajlo Manović, Ivo Bilanović, Branko Macura, Ivica Dukan, Slobodan Bjelajac, Predrag Kruščić (Trener: Petar Skansi)

### 1977-78 Partizan Beograd (Jugoslavija)
Dragan Kićanović, Dražen Dalipagić, Miodrag "Miško" Marić Jadran Vujačić, Boban Petrović, Dragan Todorić, Dušan Kerkez, Boris Beravs, Babić, Tesić, Bojić, Rastović (Trener: Ranko Žeravica)

### 1978-79 Partizan Beograd (Jugoslavija)
Dragan Kićanović, Miodrag "Miško" Marić, Boban Petrović, Arsenije Pešić, Dragan Todorić, Jadran Vujačić, Dušan Kerkez, Boris Beravs, Žarko Knežević, Milenko Savović, Babić, Bojić (Trener: Dušan Ivković)

### 1979-80 Sebastiani Arrigoni Rieti (Italija)
Roberto Brunamonti, Lee Johnson, Willie Sojourner, Giuseppe Danzi, Alberto Scodavolpe, Gianfranco Sanesi, Antonio Olivieri, Luca Blasetti, Mauro Antonelli, Stefano Colantoni, Paolo di Fazi, Antonio Coppola (Trener: Elio Pentassuglia)

### 1980-81 Joventut Badalona (Španija)
Al Skinner, Luis Miguel Santillana, Josep Maria Margall, Gonzalo Sagi-Vela, Joe Galvin, Ernesto Delgado, German Gonzalez, Jordi Villacampa, Francisco Sole, Roberto Mora, Antonio Pruna (Trener: Manel Comas)

### 1981-82 CSP Limoges (Francija)
Ed Murphy, Richard Dacoury, Jean-Michel Senegal, Irv Kiffin, Apollo Faye, Jean-Luc Deganis, Yves-Marie Verove, Didier Rose, Richard Billet, Philippe Koundrioukoff, Eric Narbonne, Benoit Tremouille (Trener: Andre Buffiere)

### 1982-83 CSP Limoges (Francija)
Ed Murphy, Richard Dacoury, Jean-Michel Senegal, Glenn Mosley, Apollo Faye, Jean-Luc Deganis, Hugues Occansey, Didier Dobbels, Didier Rose, Eric Narbonne, Mathieu Faye, Olivier Garry (Trener: Andre Buffiere)

### 1983-84 Elan Bearnais Orthez (Francija)
Paul Henderson, John McCullough, Bengaly Kaba, Mathieu Bisseni, Freddy Hufnagel, Christian Ortega, Philippe Laperche, Pascal Laperche, Didier Gadou, Alain Gadou (Trener: George Fisher)

### 1984-85 Olimpia Simac Milano (Italija)
Mike D'Antoni, Dino Meneghin, Russ Schoene, Roberto Premier, Joe Barry Carroll, Renzo Bariviera, Franco Boselli, Mario Pettorossi, Vittorio Gallinari, Tullio De Piccoli, Marco Lamperti, Mario Governa, Marco Baldi (Trener: Dan Peterson)

### 1985-86 Virtus Banco di Roma (Italija)
Leo Rautins, Bruce Flowers, Enrico Gilardi, Marco Solfrini, Stefano Sbarra, Fulvio Polesello, Franco Rossi, Phil Melillo, Fabrizio Valente, Claudio Brunetti, Gianluca Duri, Franco Picozzi (Trener: Mario de Sisti)

### 1986-87 FC Barcelona (Španija)
Juan Antonio San Epifanio, Chicho Sibilio, Wallace Bryant, Ignacio Solozabal, Andres Jimenez, Steve Trumbo, Juan Domingo De la Cruz, Quim Costa, Jordi Soler, Julian Ortiz, Ferran Martinez, Kenny Simpson (Trener: Aito Garcia Reneses)

### 1987-88 Real Madrid (Španija)
Wendell Alexis, Fernando Martin, Brad Branson, Fernando Romay, Juan Antonio Corbalan, Jose Biriukov, Jose Luis Llorente, Juan Manuel Lopez Iturriaga, Pep Cargol, Antonio Martín, Alfonso Del Corral (Trener: Lolo Sainz)

### 1988-89 Partizan Beograd (Jugoslavija)
Vlade Divac, Aleksandar Đorđević, Predrag Danilović, Žarko Paspalj, Ivo Nakić, Željko Obradović, Oliver Popović, Milenko Savović, Jadran Vujačić, Miladin Mutavdžić, Boris Orcev, Predrag Prljinčević (Trener: Dušan Vujošević)

### 1989-90 Joventut Badalona (Španija)
Jordi Villacampa, Lemone Lampley, Reggie Johnson, Juan Antonio Morales, Jose Antonio Montero, Rafael Jofresa, Tomas Jofresa, Carlos Ruf, Josep Maria Margall, Dani Perez, Antonio Medianero, Pere Remon, Ferran Lopez, Robert Bellavista (Trener: Herb Brown / Pedro Martínez)

### 1990-91 Clear Cantu (Italija)
Pace Mannion, Pierluigi Marzorati, Davide Pessina, Giuseppe Bosa, Roosevelt Bouie, Alberto Rossini, Angelo Gilardi, Andrea Gianolla, Silvano Dal Seno, Omar Tagliabue, Alessandro Zorzolo, Fabio Gatti (Trener: Fabrizio Frates)

### 1991-92 Virtus Il Messaggero Roma (Italija)
Dino Radja, Rick Mahorn, Roberto Premier, Andrea Niccolai, Alessandro Fantozzi, Donato Avenia, Stefano Attruia, Fausto Bargna, Davide Croce, Gianluca Lulli (Trener: Paolo di Fonzo)

### 1992-93 Olimpia Philips Milano (Italija)
Aleksandar Đorđević, Antonello Riva, Antonio Davis, Riccardo Pittis, Flavio Portaluppi, Davide Pessina, Fabrizio Ambrassa, Paolo Alberti, Marco Baldi, Marco Sambugaro, Massimo Re (Trener: Mike D'Antoni)

### 1993-94 PAOK Thessaloniki (Grčija)
Walter Berry, Zoran Savić, Branislav Prelević, John Korfas, Nasos Galakteros, Nikos Boudouris, Achilleas Mamatziolas, George Ballogiannis, Christos Tsekos, Efthimis Rentzias, Georgios Valavanidis (Trener: Soulis Markopoulos)

### 1994-95 Alba Berlin (Nemčija)
Teoman Alibegović, Saša Obradović, Gunther Behnke, Henrik Rödl, Ingo Freyer, Ademola Okulaja, Stephan Baeck, Teoman Öztürk, Sebastian Machowski, Patrick Falk, Oliver Braun (Trener: Svetislav Pešić)

### 1995-96 Efes Pilsen İstanbul (Turčija)
Petar Naumoski, Conrad McRae, Ufuk Sarıca, Mirsad Türkcan, Volkan Aydın, Tamer Oyguç, Murat Evliyaoğlu, Hüseyin Beşok, Bora Sancar, Mustafa Kemal Bitim, Alpay Öztaş, Erdal Bibo (Trener: Aydın Örs)

### 1996-97 Aris Thessaloniki (Grčija)
José "Piculín" Ortiz, Charles Shackleford, Mario Boni, Panagiotis Liadelis, Dinos Angelidis, Mike Nahar, Alan Tomidy, Tzanis Stavrakopoulos, Giannis Sioutis, Georgios Floros, Alexis Papadatos, Aris Holopoulos (Trener: Slobodan-Lefteris Subotić)

### 1997-98 Scaligera Mash Verona (Italija)
Mike Iuzzolino, Hansi Gnad, Randolph Keys, Myron Brown, Roberto Dalla Vecchia, Roberto Bullara, Joachim Jerichow, Alessandro Boni, Matteo Nobile, Giampiero Savio, Damiano Dalfini, Davide Tisato, Matteo Sacchetti, Mario Soave, Massimo Spezie (Trener: Andrea Mazzon)

### 1998-99 FC Barcelona (Španija)
Aleksandar Đorđević, Derrick Alston, Milan Gurović, Efthimis Rentzias, Roger Esteller, Rodrigo De la Fuente, Roberto Duenas, Xavi Fernandez, Ignacio Rodriguez, Alfons Alzamora, Oriol Junyent, Juan Carlos Navarro, Chema Marcos (Trener: Aíto García Reneses)

### 1999-00 CSP Limoges (Francija)
Marcus Brown, Yann Bonato, Harper Williams, Frédéric Weis, Bruno Hamm, Thierry Rupert, Stephane Dumas, David Frigout, Stjepan Stazic, Jean-Philippe Methelie, Carl Thomas, Frederic Adjiwanou (Trener: Duško Ivanović)

### 2000-01 Unicaja Malaga (Španija)
Danya Abrams, Veljko Mršić, Moustapha Sonko, Richard Petruška, Jean-Marc Jaumin, Paco Vazquez, Berni Rodríguez, Frédéric Weis, Darren Phillip, Carlos Cabezas, Kenny Miller, Germán Gabriel, Francis Perujo (Trener: Božidar Maljković)

### 2001-02 SLUC Nancy (Francija)
Stevin Smith, Cyril Julian, Ross Land, Fabien Dubos, Goran Bošković, Joseph Gomis, Vincent Masingue, Maxime Zianveni, Mouhamadou Mbodji, Danilo Cmiljanić, Gary Phaeton, Loic Toilier (Trener: Sylvain Lautie)

## Najboljšo strelci finalnih tekem
1. Dražen Dalipagić (Partizan Beograd) 48 točk proti klubu Bosna Sarajevo (v finalu 1977-78)
2. Dražen Petrović (Cibona Zagreb) 47 točk proti klubu Real Madrid (v drugi tekmi finala 1987-88)
3. Dragan Kićanović (Partizan Beograd) 41 točk proti klubu Arrigoni Rieti (v finalu 1978-79)
4. Nikola Plećaš (Lokomotiva Zagreb) 40 točk proti klubu OKK Beograd (v drugi tekmi finala 1971-72)
5. Aleksandar Đorđević (Philips Milano) 38 točk proti klubu Virtus Roma (v drugi tekmi finala 1992-93)
6. Antonello Riva (Wiwa Vismara Cantu) 36 točk proti klubu Partizan Beograd (v drugi tekmi finala 1988-89)
7. Pace Mannion (Clear Cantu) 35 točk proti klubu Real Madrid (v drugi tekmi finala 1990-91)
8. Ed Murphy (CSP Limoges) 35 točk proti klubu Šibenka Šibenik (v finalu 1981-82)
9. Ed Murphy (CSP Limoges) 34 točk proti klubu Šibenka Šibenik (v finalu 1982-83)
10. Željko Jerkov (Jugoplastika Split) 34 točk proti klubu Alco Bologna (v finalu 1976-77)
11. Dino Rađa (Il Messaggero Roma) 34 točk proti klubu Scavolini Pesaro (v prvi tekmi finala 1991-92)
12. Saša Obradović (Alba Berlin) 34 točk proti klubu Stefanel Milano (v prvi tekmi finala 1994-95)
13. Teoman Alibegović (Alba Berlin) 34 točk proti klubu Stefanel Milano (v drugi tekmi finala 1994-95)